# マルタ・ビエイラ・ダ・シルバ
マルタことマルタ・ヴィエイラ・ダ・シウヴァ（Marta Vieira da Silva、1986年2月19日 - ）は、ブラジル・アラゴアス州ドイス・リアショス (Dois Riachos) 出身の女子サッカー選手。ポジションはフォワード。ナショナル・ウィメンズ・サッカーリーグのオーランド・プライド所属。
2006年度より5年連続でFIFA最優秀選手賞を獲得している。ブラジル代表においては、2004年度のFIFA U-19女子選手権でゴールデンボール (大会最優秀選手賞) を獲得したことに始まり、2007 FIFA女子ワールドカップではゴールデンボールとゴールデンブーツ (大会得点王) の2冠、アテネ･北京・パリのオリンピック3大会で銀メダルを獲得した。
「サッカーの王様」と呼ばれるペレとの対比で「サッカーの女王」（ポルトガル語: A rainha do Futebol）と呼ばれ、ブラジルの女子サッカー界における象徴的選手である。その実績から、出身地アラゴアス州では「女王マルタ杯」（Copa Rainha Marta de Futebol Feminino）という州内女子プロチームによるトーナメントが行われている。

## 経歴

### ブラジル時代
アラゴアス州ドイス・リアショスに4人兄弟のひとりとして生まれ育ち、1999年に州内のクラブCSAの女子チームに入団。14歳の時、指導者のエレナ・パシェコ (Helena Pacheco) によって見出され、CRヴァスコ・ダ・ガマの女子チームに入団した。同クラブで2年間プレーしたが、2001-02年度終了後、同クラブがプロクラブだった女子チームを廃止したため退団することとなった。2002年度は同年度だけ存在したミナス・ジェライス (Minas Gerais) というクラブでプレーし、翌年サンタクルスFCに移籍した。

### ウメオIK時代
2004年、マルタはスウェーデン･ダームアルスヴェンスカンに属する強豪クラブ、ウメオIKに入団。彼女が入団当時、ウメオIKはUEFA女子カップ2003-04に参戦中であり、決勝戦で1.FFCフランクフルトと対戦する事になっていた。マルタは計2試合行われた決勝戦の両方に出場し、合計3得点を挙げて優勝に貢献した。2004年度リーグでは、ウメオIKはユールゴルデン&アルヴシェを勝ち点差1で追いかけている状態だった。ウメオIKはクラブ全体で106得点を挙げ(ユールゴルデンは74得点)、うち彼女は22得点を挙げたが、勝ち点差1のままユールゴルデンが優勝した。女子スウェーデンカップでは大会得点王となったが、決勝戦でユールゴルデン相手に1-2で敗れた。
マルタにとっては、2年目となる2005年度シーズンはシーズンを通して無敗でのリーグ優勝という結果をもって終わった。マルタは合計21得点を挙げて優勝に貢献した。優勝争いのライバルであったユールゴルデンに、リーグでは7-0というスコアで圧勝もした。しかしスウェーデンカップの決勝戦では逆に1-3のスコアで敗北し、ユールゴルデンのカップ2連覇を目の前で見ることになった。
2006年度シーズン。ウメオIKは前年度同様リーグ戦無敗優勝を遂げ、マルタも昨年同様合計21得点を挙げた。UEFA女子カップでは、準決勝でノルウェーのコルボトンILと対戦し、2試合で11得点の成績で決勝戦へと進出したが、マルタは第1戦･第2戦の双方で得点を挙げた。しかしこの好調ぶりは3回連続で起こることはなかった。女子スウェーデンカップの準決勝で、リンシェーピングFCに2-3のスコアで負け、ウメオIKは準決勝で敗退した。
2007年4月、ウメオIKはUEFA女子カップ決勝戦でアーセナルLFCと対戦し、0-1のスコアで敗北して準優勝の成績で大会を終えた。しかし、マルタはウメオIKにおいては好成績を挙げ続けていた。この年の女子スウェーデンカップでは、AIK戦でハットトリックを挙げ、4-3で勝利した。3点目は試合終了の3分前に決め、決勝点となった。リーグ戦では2位のユールゴルデンIFダームに9点もの勝ち点差をつけて優勝した。
マルタはリーグ通算で25得点を挙げ、その年の得点王ロッタ・シェリンに次いで得点ランキング2位となった。
2008年度の女子スウェーデンカップでウメオIKは優勝し、マルタは自らの履歴に新たなタイトルを刻んだ。同年度のシーズン終了後、10月に行われたWPSの国際ドラフトで、マルタはロサンゼルス・ソルから1位指名を受けた。翌2009年1月、FIFA最優秀選手賞の授賞式の席上、マルタはロサンゼルス・ソルと3年契約を結んだことを発表した。
マルタがウメオIK時代のチームメイトヨハンナ・フリスクの獲得をロサンゼルス・ソルに要請したことが原因で、スウェーデンのテレビ局TV4スポーツのパトリック・エクヴァルがマルタを厳しく批判する声明を出した。この時エクヴァルは、マルタとフリスクがレズビアンで、ふたりが交際していると言及したが、これはマルタとフリスクの双方が強く否定した。
2005年、スウェーデンのテレビ局がマルタを取り上げたドキュメンタリー番組、"Marta - Peles kusin" (マルタ - ペレの従姉妹) が制作･放送した。

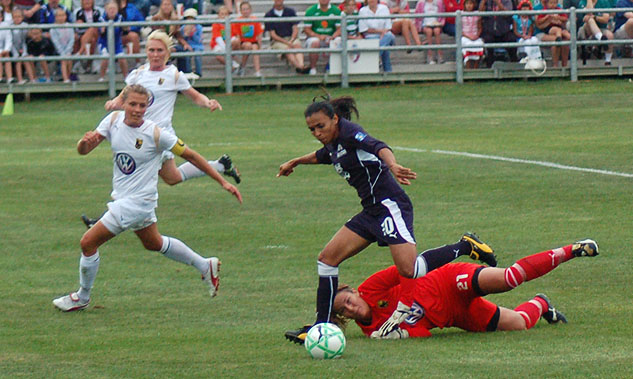
2009 WPSオールスターゲームにて

### ロサンゼルス・ソル
ロサンゼルス・ソルと契約したマルタは、2009年シーズン10得点3アシストをマークしWPS得点王となった。ソルはプレーオフチャンピオンシップでスカイブルーFCに敗れたものの、マルタはソルのレギュラーシーズン1位に大きく貢献した。

### サントスFCへ
2009年8月1日、マルタはサントスFCへ3か月間ローン移籍をする契約にサインした。これはサントスの一員として、その年度のコパ・ド・ブラジル・フェミニーノ・ジ・フッチボウと、同年10月に開幕予定の新しい大会、コパ・リベルタドーレス・フェメニーナに出場するためであった。
マルタはリベルタドーレスの決勝戦で1得点、コパ・ド・ブラジルの決勝戦では2得点を挙げ、双方の大会でのサントス優勝に貢献した。

### FCゴールドプライド
2010年1月、ロサンゼルス・ソルは経営陣の撤退により活動休止となった。ソル所属選手を振り分けるドラフトの結果、マルタはFCゴールドプライドに引き当てられた。2010年シーズン、マルタは24試合に出場して19ゴールを記録し、2年連続のWPS得点王となった。チャンピオンシップでもフィラデルフィア・インディペンデンス相手に1ゴール2アシストを記録し、MVPに輝いた。

### 2度目のサントスFC
2010年11月にFCゴールドプライドは解散し、マルタは再びサントスFCと契約した。コパ・リベルタドーレス・フェメニーナとコパ・ド・ブラジルに出場した。

### ウェスタン・ニューヨーク・フラッシュ
2011年1月、ゴールドプライドの契約を承継したウェスタン・ニューヨーク・フラッシュにマルタは入団した。2011年シーズン、マルタは10ゴールを挙げて3年連続のWPS得点王となり、チームのレギュラーシーズン1位に貢献した。

### ティレーソーFF
2012年、WPSリーグの解消に伴い、マルタはダームアルスヴェンスカン復帰を決断した。2012年2月、マルタはティレーソーFFと2年契約を結んだ。2012年シーズンは24試合に出場して12ゴールを挙げ、チームのリーグ優勝に貢献。2013年シーズンは15試合出場して12ゴール、チームは2位となった。2013-14UEFA女子チャンピオンズリーグでは準決勝までで5ゴール、決勝のVfLヴォルフスブルク戦でも2ゴールを挙げたものの、敗れて準優勝となった。

### FCローゼンゴード
2014年7月、FCローゼンゴードに移籍した。2014年、2015年シーズンのダームアルスヴェンスカン優勝に貢献した。

### オーランド・プライド
2017年、オーランド・プライドに移籍した。
2021年1月、長年交際したオーランド・プライドのチームメイトのトニー・プレスリーとの婚約を発表した。

## ブラジル代表におけるキャリア
マルタは2002年よりブラジル代表に招集されている。代表初ゴールは2003年スダメリカーノ・フェメニーノペルー戦であった。
2003年FIFA女子ワールドカップでは3得点を挙げたものの、チームは準々決勝で敗れた。
2004年アテネオリンピックでは2得点を挙げ、チームの銀メダル獲得に貢献。同年のU-19女子世界選手権ではゴールデンボールを受賞した。
2007年7月26日、マルタはブラジル代表の一員として2007年度パンアメリカン競技大会に出場した。決勝戦でU-20アメリカ代表を破り、ブラジルは約68,000人もの観客でいっぱいのエスタジオ・ド・マラカナンで優勝を飾った。マルタはブラジルのファンから、ペレと比較されるようになり、「スカートを穿いたペレ」 (Pelé de saias) と呼ばれるようになった。この比較はペレ本人もうなずくものであった。マルタはこの試合での勝利を祝福しようとペレが自分を呼んだことを明かし、偉大な選手のひとりであるペレが試合を見ていたことを喜ぶ声明を出した。その後、マラカナンにはセメント製のマルタの足型が記念に残される事となった、同競技場において、女子選手の足型が加えられたのはこれが初めてであった。
2007年FIFA女子ワールドカップにもブラジル代表として参加し、1次リーグ3試合すべてを勝利して決勝トーナメントへ進んだ。マルタは初戦のニュージーランド戦、第2戦の中国戦で各2得点ずつを挙げた。9月23日の準々決勝ではオーストラリアを3-2で下したが、マルタは23分にPKで1点を挙げ、準々決勝時の得点ランキングトップだったノルウェーのラグンヒル・グルブランセンに並んだ。準決勝のアメリカ戦では27分と79分に得点し、4-0で勝利して決勝戦に進んだ。ドイツとの決勝戦ではブラジルは1得点もできないまま敗れて準優勝となり、マルタの大会通算得点数も7点で止まったが、3位決定戦に臨んだグルブランセンとアメリカのアビー・ワンバックが、得点は重ねたものの通算6得点にとどまり、マルタは単独の大会得点王となり、ゴールデンボールとゴールデンブーツの2個人賞を受賞した。
2008年の北京オリンピックでも3得点し、2大会連続の銀メダルを獲得した。
2011年FIFA女子ワールドカップでは1次リーグノルウェー戦で2得点、準々決勝アメリカ戦で2得点の計4得点を挙げ、シルバーブーツを受賞した。これにより、マルタのワールドカップ通算得点はビルギット・プリンツと並ぶ最多タイの14得点となった。
2012年のロンドンオリンピックでは1次リーグカメルーン戦でPK含む2得点を挙げたが、準々決勝で日本に敗れ、3大会連続のメダル獲得はならなかった。
2023年大会でブラジルはグループ3位となり、1995年大会以来となる7大会ぶりのグループステージ敗退が決まった。2003年大会から6大会連続でワールドカップに出場し、大会記録となる通算17ゴールを挙げたマルタは、今大会が最後のW杯となると語った。

## 個人成績

### クラブ
| クラブ                               | シーズン | リーグ戦                 | リーグ戦 | リーグ戦 | カップ戦 | カップ戦 | コンチネンタル | コンチネンタル | 合計 | 合計 |
| クラブ                               | シーズン | ディビジョン             | 出場     | 得点     | 出場     | 得点     | 出場           | 得点           | 出場 | 得点 |
| ------------------------------------ | -------- | ------------------------ | -------- | -------- | -------- | -------- | -------------- | -------------- | ---- | ---- |
| ロサンゼルス・ソル                   | 2009     | WPS                      | 20       | 10       | –        | –        | –              | –              | 20   | 10   |
| ゴールドプライド                     | 2010     | WPS                      | 25       | 20       | –        | –        | –              | –              | 25   | 20   |
| ウェスタン・ニューヨーク・フラッシュ | 2011     | WPS                      | 15       | 10       | –        | –        | –              | –              | 15   | 10   |
| サントス                             | 2009     | セリエA                  | –        | –        | 7        | 18       | 6              | 7              | 13   | 25   |
| サントス                             | 2011     | セリエA                  | –        | –        | –        | –        | 4              | 2              | 4    | 2    |
| サントス                             | 合計     | 合計                     | –        | –        | 7        | 18       | 10             | 9              | 17   | 27   |
| ティレソーFF                         | 2012     | ダームアルスヴェンスカン | 21       | 12       | 4        | 4        | –              | –              | 25   | 16   |
| ティレソーFF                         | 2013     | ダームアルスヴェンスカン | 15       | 12       | 1        | 1        | 8              | 7              | 24   | 20   |
| ティレソーFF                         | 2014     | ダームアルスヴェンスカン | 2        | 3        | 1        | 1        | –              | –              | 3    | 4    |
| ティレソーFF                         | 合計     | 合計                     | 38       | 27       | 6        | 6        | 8              | 7              | 52   | 40   |
| ローゼンゴード                       | 2014     | ダームアルスヴェンスカン | 9        | 5        | 5        | 2        | 6              | 4              | 20   | 11   |
| ローゼンゴード                       | 2015     | ダームアルスヴェンスカン | 21       | 8        | 5        | 5        | 6              | 5              | 32   | 18   |
| ローゼンゴード                       | 2016     | ダームアルスヴェンスカン | 19       | 13       | 4        | 0        | 6              | 0              | 29   | 13   |
| ローゼンゴード                       | 合計     | 合計                     | 49       | 26       | 14       | 7        | 18             | 9              | 81   | 42   |
| オーランド・プライド                 | 2017     | NWSL                     | 24       | 13       | –        | –        | –              | –              | 24   | 13   |
| オーランド・プライド                 | 2018     | NWSL                     | 17       | 4        | –        | –        | –              | –              | 17   | 4    |
| オーランド・プライド                 | 2019     | NWSL                     | 14       | 6        | –        | –        | –              | –              | 14   | 6    |
| オーランド・プライド                 | 2020     | NWSL                     | 4        | 0        | –        | –        | –              | –              | 4    | 0    |
| オーランド・プライド                 | 2021     | NWSL                     | 19       | 4        | 4        | 0        | –              | –              | 23   | 4    |
| オーランド・プライド                 | 2022     | NWSL                     | 0        | 0        | 2        | 0        | –              | –              | 2    | 0    |
| オーランド・プライド                 | 2023     | NWSL                     | 18       | 4        | 0        | 0        | –              | –              | 18   | 4    |
| オーランド・プライド                 | 合計     | 合計                     | 96       | 31       | 6        | 0        | –              | –              | 102  | 31   |
| 総通算                               | 総通算   | 総通算                   | 243      | 124      | 33       | 31       | 36             | 25             | 312  | 180  |

1. ↑  NWSL秋季シリーズ

### 代表
| ブラジル代表 | 国際Aマッチ | 国際Aマッチ |
| 年           | 出場        | 得点        |
| ------------ | ----------- | ----------- |
| 2003         |             | 11          |
| 2004         |             | 4           |
| 2005         |             | 0           |
| 2006         |             | 0           |
| 2007         |             | 19          |
| 2008         |             | 4           |
| 2009         |             | 7           |
| 2010         |             | 16          |
| 2011         |             | 6           |
| 2012         |             | 3           |
| 2013         |             | 3           |
| 2014         |             | 3           |
| 2015         |             | 12          |
| 2016         |             | 6           |
| 2017         |             | 8           |
| 2018         |             | 2           |
| 2019         |             | 3           |
| 2020         |             | 1           |
| 2021         |             | 5           |
| 2022         |             | 2           |
| 2023         |             | 1           |
| 2024         |             | 3           |
| 通算         |             | 119         |

## タイトル

### クラブ
ウメオIK
- ダームアルスヴェンスカン 優勝：4回 (2005, 2006, 2007, 2008)[13]
- 女子スウェーデンカップ（英語版） 優勝：1回 (2007)
- UEFA女子チャンピオンズリーグ 優勝：1回 (2003-04)[13]

ロサンゼルス・ソル
- アメリカ女子プロサッカー レギュラーシーズン1位 (2009)

サントスFC
- コパ・リベルタドーレス・フェメニーナ 優勝：1回 (2009)[13]
- コパ・ド・ブラジル・ジ・フッチボウ・フェミニーノ（英語版） 優勝：1回 (2009)[13]

FCゴールド・プライド
- アメリカ女子プロサッカー レギュラーシーズン1位 (2010)
- アメリカ女子プロサッカー 優勝：1回(2010)[13]

ウェスタン・ニューヨーク・フラッシュ
- アメリカ女子プロサッカー レギュラーシーズン1位 (2011)
- アメリカ女子プロサッカー 優勝：1回(2011)[13]

ティーレソーFF
- ダームアルスヴェンスカン 優勝：1回 (2012)[13]

### 代表
- オリンピック 銀メダル：3回 (2004, 2008, 2024)[13]
- パンアメリカン競技大会 優勝：2回 (2003, 2007)[13]
- スダメリカーノ・フェメニーノ 優勝：1回 (2003, 2010, 2018)[13]

### 個人
- ザ・ベストFIFA特別賞：2023[14]
- FIFA最優秀選手賞：6回 (2006, 2007, 2008, 2009, 2010, 2018)[15]
- FIFA女子ワールドカップ ゴールデンボール：1回 (2007)[16]
- FIFA女子ワールドカップ ゴールデンシューズ：1回 (2007)[16]
- FIFA U-20女子ワールドカップ ゴールデンボール：1回 (2004)[13]
- ダームアルスヴェンスカン得点王：3回 (2004, 2005, 2008)[17]
- ダームアルスヴェンスカン 年間最優勝フォワード：2回 (2007, 2008)
- アメリカ女子プロサッカー ミシェル・エイカーズ賞 (MVP)：1回 (2009)
- アメリカ女子プロサッカー 得点王：1回 (2009, 2010, 2011)[13]